# Claudio Signorile
Claudio Signorile (ur. 9 września 1937 w Bari) – włoski polityk i nauczyciel akademicki, deputowany, minister w pięciu gabinetach.

## Życiorys
Ukończył studia humanistyczne z zakresu literatury, został nauczycielem akademickim. Wykładał historię najnowszą na uniwersytetach w Rzymie, Sassari i Lecce. Autor publikacji książkowych, m.in. Spinoza e il primato della politica i Un’Italia capovolta.
Działał we Włoskiej Partii Socjalistycznej. Był sekretarzem krajowym partyjnej młodzieżówki FGSI. Należał do stronników Bettina Craxiego, od 1978 do 1981 zajmował stanowisko zastępcy sekretarza PSI. W latach 1972–1994 sprawował mandat posła do Izby Deputowanych VI, VII, VIII, IX, X i XI kadencji. Od czerwca 1981 do sierpnia 1983 w trzech gabinetach był ministrem bez teki do spraw sytuacji nadzwyczajnych w Mezzogiorno. Następnie do kwietnia 1987 w dwóch rządach lidera socjalistów pełnił funkcję ministra transportu.
W 1988 objęty postępowaniem karnym w sprawie nadużyć przy zamówieniu na dostawę pościeli do wagonów sypialnych Ferrovie dello Stato Italiane. Oskarżony w tej sprawie o łapówkarstwo, ostatecznie w 1996 został uniewinniony. W 1994 wykluczono go z PSI.
Działał później w ugrupowaniu Włoscy Demokratyczni Socjaliści, z którego odszedł w 2007. Współtworzył w tym samym roku Sojusz Reformistów (który wkrótce dołączył do PD). Założył później i stanął na czele ruchu Movimento „Italia Mediterranea”.